# Messein
Messein település Franciaországban, Meurthe-et-Moselle megyében. Lakosainak száma 1994 fő (2022. január 1.). Messein Chavigny, Ludres, Méréville, Neuves-Maisons és Richardménil községekkel határos.

## Népesség
A település népességének változása:
| Lakosok száma | 1212 | 1445 | 1508 | 1468 | 1891 | 1879 | 1863 | 1976 | 1982 | 1994 |
|               | 1968 | 1982 | 1990 | 2006 | 2013 | 2015 | 2017 | 2019 | 2020 | 2022 |